# Депо (платформа, Курський напрямок)
Депо́ — зупинний пункт/пасажирська платформа Курського напрямку МЗ в Москві. Знаходиться поблизу сортувальної станції Любліно-Сортувальне, на перегоні між її парками Любліно-Північне та Любліно-Південне.
Час руху з Москва-Пасажирська-Курська — 20 хвилин.
Пасажирське сполучення здійснюють електропоїздами. Безпересадкове сполучення здійснюється (найвіддаленіші точки на грудень 2010 року):
- На північ:
  - У напрямку від Царицино до станцій: Волоколамськ, Усово, Звенигород, Бородіно.
  - У напрямку до Царицино зі станцій Рум'янцево, Звенигород, Усово.
- На південь у напрямку до/зі станції Тула-1 Курська.